# Hockey su prato ai XXI Giochi del Commonwealth
Le competizioni di hockey su prato ai XXI Giochi del Commonwealth si sono svolte dal 5 al 14 aprile 2018.

## Podi
| Evento    | Oro           | Argento       | Bronzo      |
| Maschile  | Australia     | Nuova Zelanda | Inghilterra |
| Femminile | Nuova Zelanda | Australia     | Inghilterra |